# Чернячий Хутір
Черня́чий Ху́тір — пасажирський залізничний зупинний пункт Козятинської дирекції Південно-Західної залізниці.
Розташований у селі Черемуха Ружинського району Житомирської області на лінії Козятин I — Погребище I між станціями Махаринці (16 км) та Зарудинці (8 км).
Тут зупиняються приміські поїзди Козятин — Погребище — Жашків, Козятин — Христинівка.